# 骞芳莉
骞芳莉（1963年—），陕西西安人，汉族，中华人民共和国政治人物、第十二届全国人民代表大会上海地区代表。

## 生平
毕业于西安交通大学工商管理专业，加入中国民主建国会。2013年，被选为全国人大代表。2018年2月24日，当选为第十三届全国人大代表。